# Cursa il·legal
Una cursa il·legal és una competició d'automobilisme o motociclisme que es fa sense el permís de les autoritats. Açò sol fer referència a curses fetes en la via pública. N'hi ha dos tipus: les curses espontànies, quan per exemple dos conductors es troben l'ú a costat de l'altre davant un semàfor i les curses organitzades amb un gran nombre de participants, una moda que s'ha desenvolupat als Estats Units als anys 1950, que des de la primeria del segle xx s'ha popularitzat a Europa. Hi grups internacionals actius arreu al món que realitzen importants guanys econòmics: pels drets d'inscripció, el marxandatge i la venda de material audiovisual.
Pel seu caràcter il·legal, aquest tipus de curses és més perillós. Com que els corredors i els vehicles moltes vegades manquen d'equipament de seguretat, són més propensos a accidents greus. Sovint els autos són afinats per amateurs. A més, la naturalesa d'aquestes curses genera el perill de danyar lesionar altres persones i la propietat d'altri.
A Catalunya del Nord, s'aplica el code la route francès de 2014. L'organització d'una cursa il·legal hi es penat amb sis mesos de presó i una multa de 18.000 euros. A més, els conductors risquen persecució penal quan posen en perill altres usuaris o causen danys a persones o a la infraestructura. A l'estat espanyol, participar en competicions i curses de vehicles no autoritzades és considerat una infracció grave, així com la conducció temerària. Segons l'article 52 qualsevol publicitat que inciti a la conducció temerària és prohibida. La infracció implica la pèrdua de sis punts al carnet. A més, pot constituir un delicte quan el conductor ha posat en perill la seguritat dels altres usuaris, causat un accident o altres danys, etc. A l'Alguer i la resta d'Itàlia les curses clandestines són prohibides i multades de 849 a 3396 euros per als participants i 25.000 a 100.000 euros per als organitzadors, a més d'u a tres anys de presó.

## Motius
Un dels motius rau en el fact que la velocitat des de «sempre» engresca i exalta joves. Fa part dels rituals de repte i proves de coratge que adolescents i o adults es plantegen per impressionar els parells o per impressionar i lligar. En certs cercles és una prova de transició per obtenir la pertinença al grup. N'hi ha d'altres que anhelen d'esdevenir corredors professionals i quan no entren en la professió compensen per curses il·legals. Fa part de la tendència a «testar el límits» pròpia a l'adolescència que sovint s'afluixa en entrar en l'adultesa, però no en tots. En canvi, altres persones rebutgen les curses legals i prefereixen viure la sensació d'enfrontar la llei i mira d'eixir-ne indemne.
Les mesures de seguretat del recorregut, del consum de drogues i del control tècnic dels vehicles de cursa tenen un cost que els organitzadors de curses il·legals intenten d'esquivar. Per als organitzadors és un negoci com qualsevol negoci il·legal que permet fer beneficis considerables en negre.

## Curses il·legals en la ficció
Les curses il·legals són retratades en pel·lícules, videojocs i historietes. En el primer grup es troben Death Race 2000, Redline i les sagues The Fast and the Furious i Megalopolis Expressway Trial. Les sagues de videojocs Midnight Club i Juiced se centren en les curses il·legals, així com la majoria dels lliuraments de Need for Speed. Els lliuraments del videojocs Grand Theft Auto també inclou curses il·legals. Entre les historietes es destaquen els mangues Initial D i Wangan Midnight, que també es van adaptar a anime i a videojocs.